# Малые Соловьи
 Малые Соловьи  — деревня в Орловском районе Кировской области. Входит в состав Орловского сельского поселения.

## География
Расположена на расстоянии примерно 11 км по прямой на север-северо-восток от райцентра города Орлова недалеко от правого берега Вятки.

## История
Известна с 1873 года как деревня Васинская, где было дворов 3 и жителей 17, в 1905 (починок Васинский или Малые Соловьи) 2 и 7, в 1926 (деревня Большие Соловьи или Васинская) 9 и 41, в 1950 (Соловьи) 4 и 8. Нынешнее название утвердилось с 2013 года. С 2006 по 2011 год входила в состав Кузнецовского сельского поселения.

## Население
Постоянное население не было учтено как в 2002 году, так и в 2010.